# Chicago Heights
Chicago Heights es una ciudad ubicada en el condado de Cook en el estado estadounidense de Illinois. En el Censo de 2010 tenía una población de 30276 habitantes y una densidad poblacional de 1.158,77 personas por km².

## Geografía
Chicago Heights se encuentra ubicada en las coordenadas 41°30′39″N 87°38′5″O / 41.51083, -87.63472. Según la Oficina del Censo de los Estados Unidos, Chicago Heights tiene una superficie total de 26.13 km², de la cual 26.09 km² corresponden a tierra firme y (0.13%) 0.03 km² es agua.

## Demografía
Según el censo de 2010, había 30276 personas residiendo en Chicago Heights. La densidad de población era de 1.158,77 hab./km². De los 30276 habitantes, Chicago Heights estaba compuesto por el 38% blancos, el 41.53% eran afroamericanos, el 0.6% eran amerindios, el 0.35% eran asiáticos, el 0.03% eran isleños del Pacífico, el 16.63% eran de otras razas y el 2.85% pertenecían a dos o más razas. Del total de la población el 33.87% eran hispanos o latinos de cualquier raza.